# Lukáš Dvořák
Lukáš Dvořák (* 1982, Praha) je český fotograf a malíř. Jeho výtvarná díla byla publikována v řadě módních časopisů, včetně Vogue, Harper's Bazaar, Marie Claire, Vanity Fair, Cosmopolitan, Woman, nebo pánských magazínech Playboy a GQ.

## Život a dílo
Narodil se v roce 1982 v Praze. Na počátku své kariéry se věnoval hlavně malbě a hudbě, setkání s fotografií přišlo až v roce 2004. Věnuje se módní fotografii, za kterou odešel do italského Milána.
Fotografuje pro řadu módních magazínů jako jsou Harper’s Bazaar, Marie Claire, Vanity Fair, Playboy, GQ, Cosmopolitan, Woman a další. Ve své tvorbě výrazně preferuje černobílou fotografii, která je v jeho podání silně kontrastní a působivá. Jeho snímky charakterizuje intenzivní emotivní a smyslně erotický náboj. Inspiruje se cestováním po světě, kde hledá místa s nejkrásnějším světlem. Lokalita a světlo jsou pro něj stejně důležité jako charizmatické a ženské typy modelek, které fotografuje.
Je zastupován galerií Leica Gallery Prague.

## Výstavy
- 2004: Lukáš Dvořák - Galerie Nora, Praha, Česko
- 2005: New Zealand - Café-Bar-Galerie Hidden, Praha
- 2005: Lukáš Dvořák - Palackého náměstí, Praha
- 2005: New Zealand - Kulturní centrum Novodvorská, Praha
- 2009: Lukáš Dvořák - Kongresové Centrum, Praha
- 2010: Lukáš Dvořák, Festival Internationale de la photographie de mode, Cannes, Francie
- 2011: Lukáš Dvořák, Prague Photo Festival, Praha
- 2012: Lukáš Dvořák, Festival Internationale de la photographie de mode, Cannes, France
- 2014: Lukáš Dvořák, Velvyslanectví v Ghaně, Ghana
- 2017: Akty, Vnitroblock, Praha

## Galerie

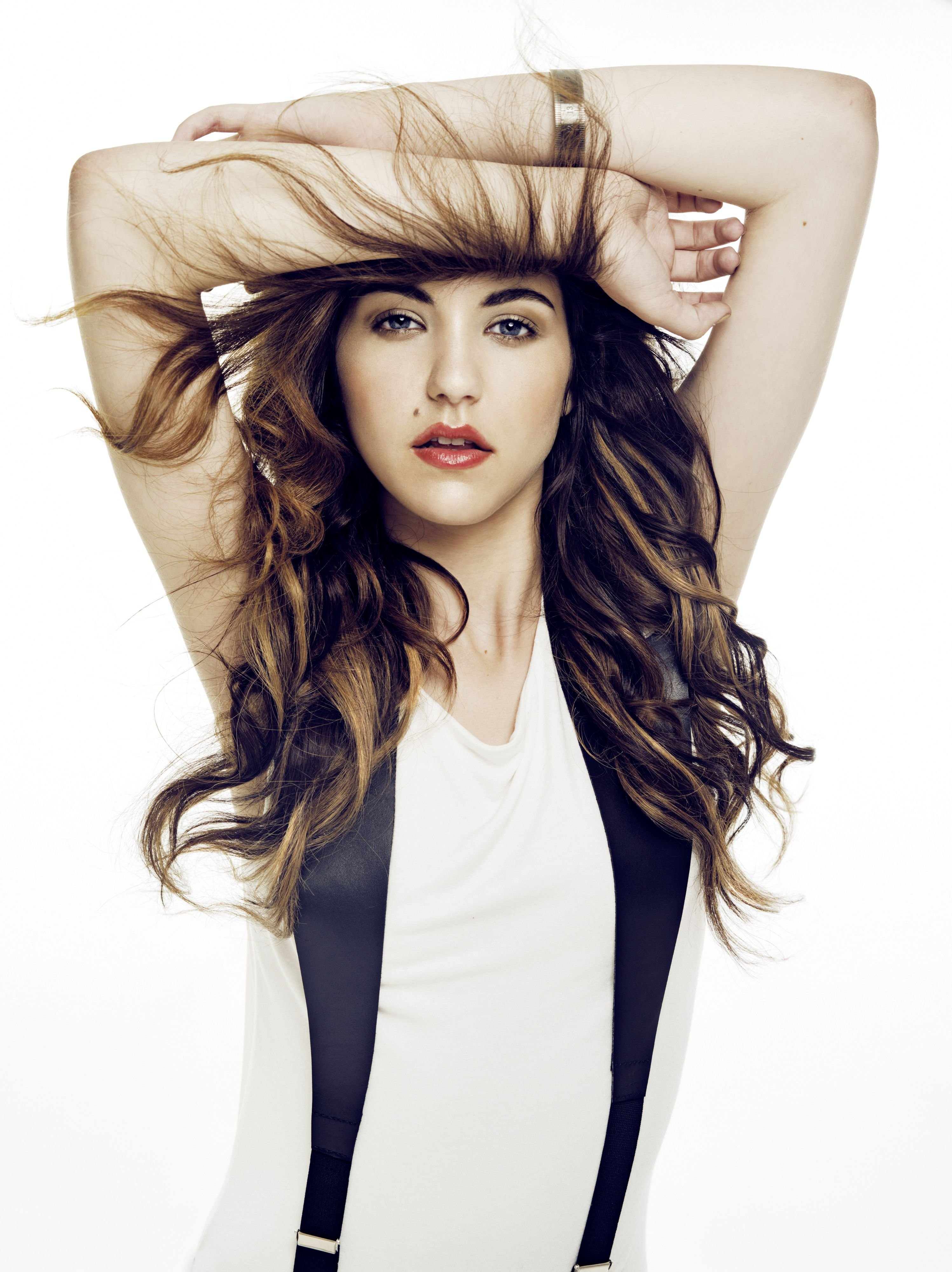
Celeste Buckingham
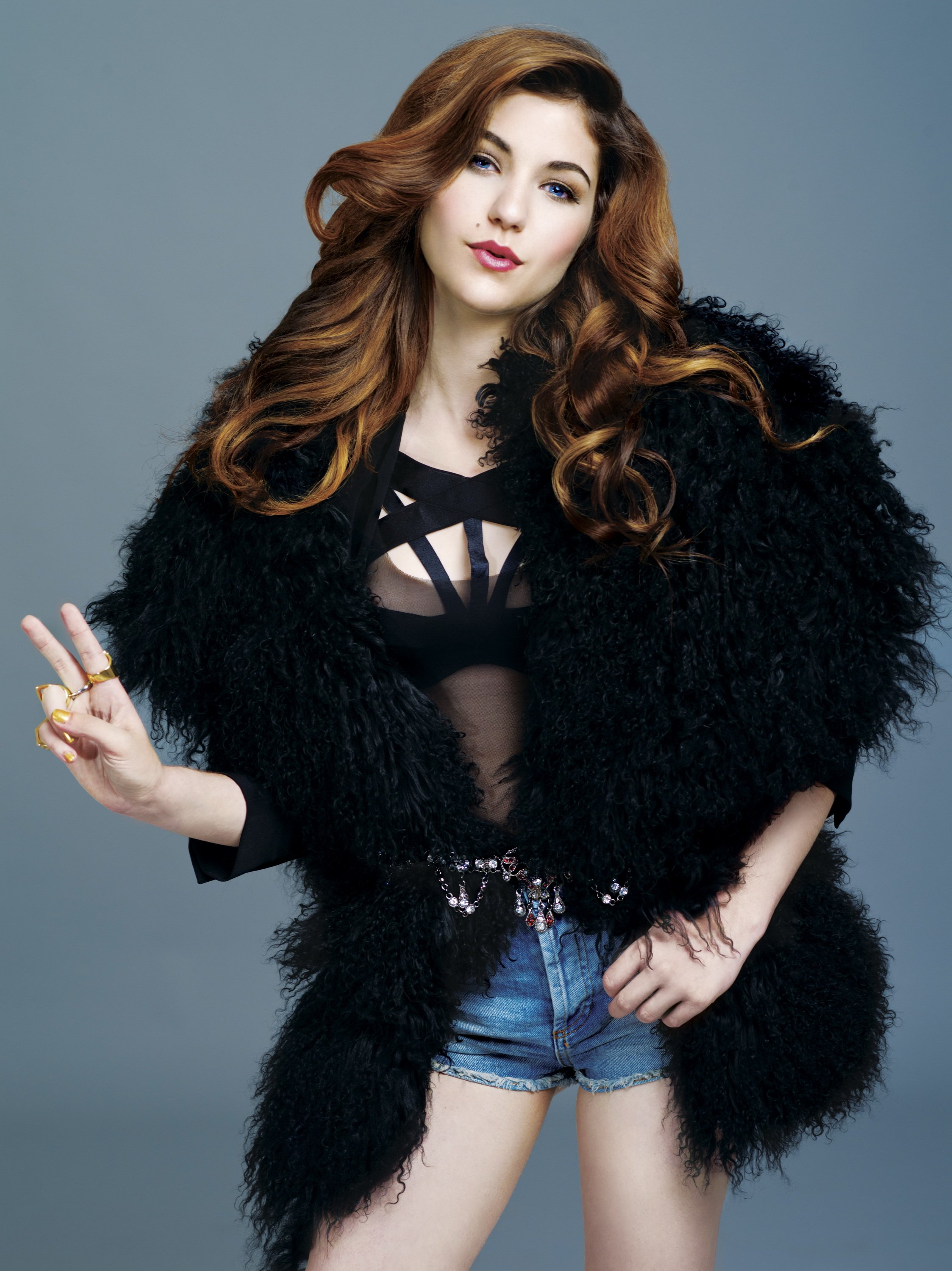
Celeste Buckingham
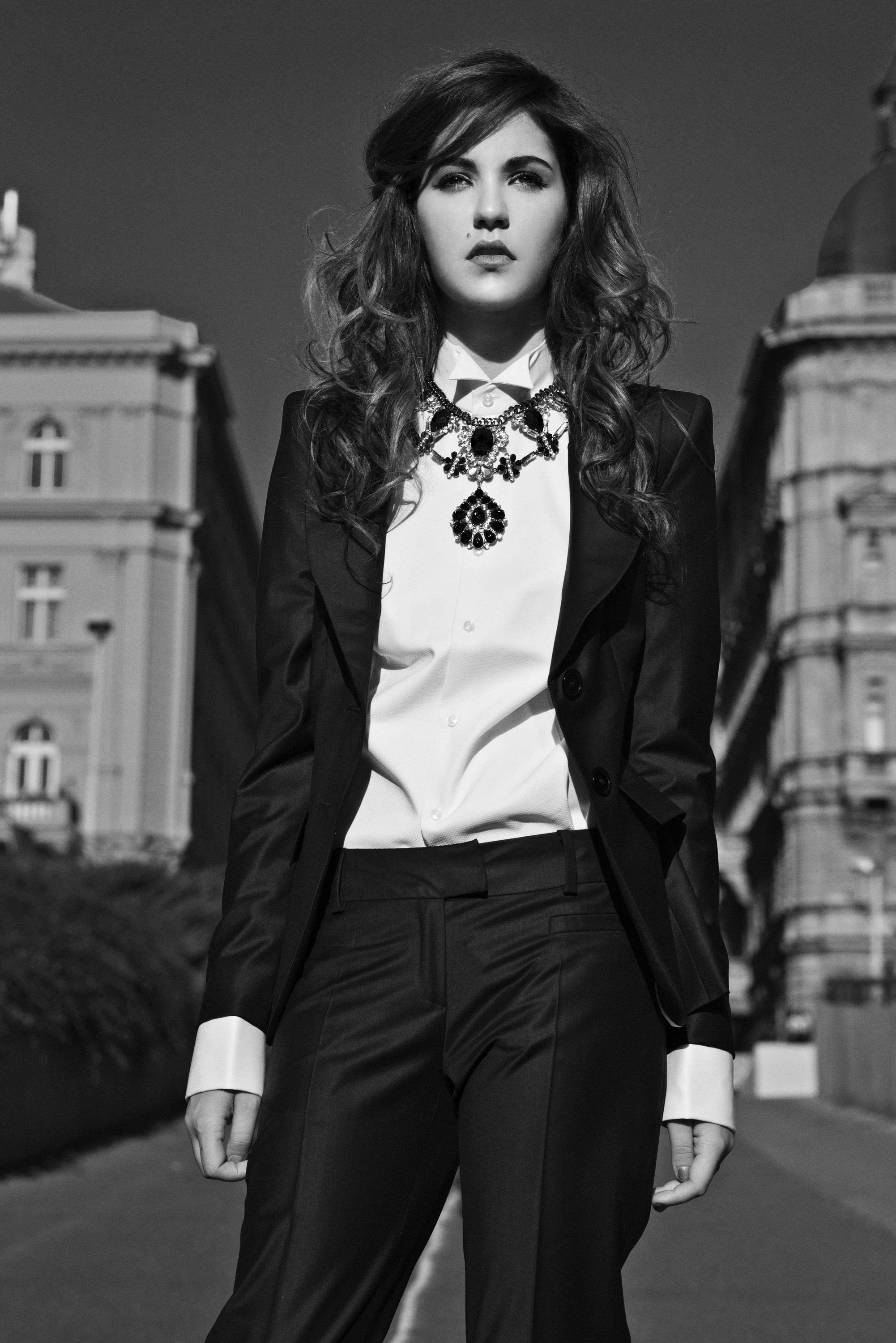
Celeste Buckingham